# Obligations du preneur dans le bail commercial
Le bail commercial étudié en cet article, concerne exclusivement celui qui a été conclu ou renouvelé depuis le 1er septembre 2014, suivant décret d'application du 3 novembre 2014 répertorié sous Identifiant Européen de la Législation (European Legislation Identifier, ELI).
En droit des baux commerciaux, le paiement du loyer aux termes convenus est une obligation substantielle et constitutive de l'existence même de cet acte à titre onéreux. En sus du loyer, le preneur devra procéder aux règlements des taxes (taxe sur la valeur ajoutée) et des charges mais aux conditions cumulatives, que le bail commercial respecte scrupuleusement les textes (liste limitative) et qu'une clause expresse de transfert figure dans ledit bail, eu égard à la maxime juridique : interpretatio cessat in claris.   
Depuis le 1er janvier 2020, en matière civile, le recours à un Avocat est obligatoire pour l'ensemble des questions relatives aux baux commerciaux (de même pour les contestations relatives à la fixation du prix du bail révisé ou renouvelé).   

## Obligation de payer le loyer

### Loyer initial de base

#### Détermination
Le loyer est librement fixé entre les parties et un loyer surévalué ne pourra pas faire l'objet d'une réduction, exception faite d'une fixation à la valeur locative en période triennale ou nonnénale. Le prix doit être réel et ne peut être ni vil, ni dérisoire ; à défaut, l'acte pourrait être requalifié en prêt à usage ou en donation. L'absence de prix, en référence à l'article 1728 du code civil, révèle à elle seule, l'absence du bail.
A titre d'exemples
- L'usufruitier ne peut consentir à la société locataire, sans l'accord des nues-propriétaires, une réduction de la moitié du montant du loyer ; faute de cela, l'avenant au contrat de bail sera déclaré nul[Jurisprudences 2].

#### Modalités de paiement
Le principe est aussi la liberté contractuelle quant aux périodes (mois, trimestre, année), aux termes (échus ou à échoir), au règlement (chèque, virement, espèces) ; toutefois sur cette dernière question, il y a lieu de respecter l'article 112-6 du code monétaire et financier. L'absence de conditions contractuelles ou dans l'hypothèse d'un bail verbal, il conviendra de se reporter aux usages locaux.
Le loyer est en principe quérable, et non portable.

#### Abandon de loyers
Lorsque le loyer stipulé au bail est anormalement faible, l'administration est fondée à réintégrer aux revenus imposables du bailleur la différence entre le montant du loyer normal et le loyer stipulé, si aucune circonstance ne justifie cette renonciation à recettes, même ils ont été consentis au locataire en difficultés financières, sauf justification.
Lors d'un contrôle fiscal, l’administration fiscale a estimé que cet abandon récurrent de loyers ne relevait pas d’une gestion commerciale normale en ce qu’il ne servait pas l’intérêt de l’exploitation. Ainsi, pour le Conseil d’état, le coût d’une éventuelle procédure d’expulsion et les difficultés à retrouver un nouveau locataire ne sauraient justifier des contreparties valables permettant une telle concession.

### Dépôt de garantie
Il résulte des textes mais surtout de l'usage que le bailleur peut exiger du locataire, au moment de la conclusion du bail, le versement d'une somme d'argent destinée à  garantir la bonne exécution par le preneur de l'ensemble de ses obligations.
Les parties restent libres de fixer le dépôt de garantie mais l'usage en limite le montant à deux termes de loyers ; cela résulte certes d'un usage, mais surtout du fait qu'au-delà de ce seuil, les sommes versées d'avance portent obligatoirement intérêt au profit du locataire.
Il s'agit de l'application de l'article L145-40 du code de commerce : « Les loyers payés d'avance, sous quelque forme que ce soit, et même à titre de garantie, portent intérêt au profit du locataire, au taux pratiqué par la Banque de France pour les avances sur titres, pour les sommes excédant celle qui correspond au prix du loyer de plus de deux termes. ».
Ce texte est classé par l'article L145-15, comme étant un texte d'ordre public.

### Loyer indirect
Il s'agit de dépenses incombant par nature au propriétaire mais mises, par une clause du bail, à la charge du locataire. Ce transfert entraine une taxation au titre de suppléments de loyers qui sont imposables et doivent donc être compris dans les revenus bruts fonciers du bailleur. Il s'agit principalement, du fait de la limite légale audit transfert par le jeu de l'article R145-35 du code de commerce, de la taxe foncière, de la taxe sur les ordures ménagères et de certains travaux.

### Loyer en nature
La question se pose toujours de la distinction du prêt à usage et du contrat de location. Il résulte de la jurisprudence de la Cour de cassation que la qualification de bail doit être retenue dès lors que l'occupation a été consentie en contrepartie d'un loyer en nature consistant en l'exécution de travaux importants, à la différence du prêt qui est essentiellement gratuit.

### Pas-de-porte ou droit d'entrée

#### Aspects juridiques
Le droit d’entrée est une somme versée au bailleur par le locataire entrant dans les locaux en vue d’obtenir la jouissance d’un immeuble et de bénéficier des garanties légales qui y sont attachées. La perspective de conclusion d’un bail statutaire avec versement d’un droit d’entrée (ou pas-de-porte) nécessite au préalable de déterminer, selon les usages, le montant financier de ce droit.
Le versement de ce droit aura des conséquences juridiques, selon sa qualification, sur le versement ou non d'intérêts, sur la révision du loyer et sur la fixation du loyer en renouvellement, en ce qui concerne la détermination de la valeur locative.
Il appartient donc aux parties de qualifier la nature juridique de ce droit, à défaut il reviendra aux magistrats de rechercher la commune intention des parties. La cour de cassation exercera toutefois son contrôle de droit sur cette appréciation souveraine.

#### Aspects fiscaux
Le droit d’entrée perçu par le bailleur doit être en principe regardé comme un supplément de loyer constituant un revenu foncier assimilable à des loyers et, comme tel, imposable au titre de l’année au cours de laquelle il a été perçu, sauf circonstances particulières.
Ledit supplément de loyer constitue, avec le loyer lui-même, la contrepartie d'une opération unique de location, et est soumis à la taxe sur la valeur ajoutée au même titre que celui-ci, et non comme une indemnité destinée à dédommager le bailleur d'un préjudice résultant de la dépréciation de son patrimoine.
La seule circonstance que le bail commercial se traduise pour le preneur par la création d'un élément d'actif nouveau, compte tenu du droit au renouvellement du bail que celui-ci acquiert, ne suffit pas pour caractériser une telle dépréciation.

#### Aspects comptables
Ce droit d’entrée ne peut faire l’objet d’une dotation annuelle à un compte d’amortissements que s’il est normalement prévisible, dès sa création ou son acquisition ; seule une provision peut donc être constituée à la clôture de chaque exercice, comme pour tout autre élément d’actif (pour dépréciation correspondant à la différence entre la valeur comptable de l’élément d’actif et sa valeur probable de réalisation).

### Loyer révisé

#### Exception légale provisoire - mesure d'urgence pour protection du pouvoir d'achat
La loi n°2022-1158 du 16 août 2022 limite à 3,5% l’augmentation des loyers des baux commerciaux entre le 1er avril 2022 et le 31 mars 2023 mais ce plafonnement n’est pas applicable à tous les locataires en vertu d’un bail commercial ou d’un bail dérogatoire. 
Sont exclus de ce plafonnement :
- les indexations basées sur     l’ILAT ou l’ICC
- Les entreprises de plus de 250  personnes OU faisant plus de 50 M € de CA
- le sociétés appartenant à un groupe au sens de l’annexe I au règlement (UE) n° 651/2014 de la  Commission du 17 juin 2014

#### Clause d'échelle mobile
Le choix des indices se fait en fonction du secteur d'activité. 

##### Indice ICC
L'ICC est supprimé depuis 2014 sauf pour les clauses d'échelle mobile. 
Le caractère inadapté d'un tel indice d'indexation a été constaté par le législateur, puisqu'il conduisait à une augmentation du montant des loyers sans commune mesure avec la valeur locative. Depuis l'entrée en vigueur de la loi Pinel, les loyers commerciaux sont indexés soit sur l'indice des loyers commerciaux (ILC) soit sur l'indice des loyers des activités tertiaires (ILAT).

##### Indice ILC
L'indice des loyers commerciaux (ILC) -base 100 au 1er trimestre 2008- concerne uniquement les locataires commerçants inscrits au registre du commerce et des sociétés (RCS) et les artisans enregistrés au répertoire des métiers (RM).
Un décret 2022-357 du 14 mars 2022 a modifié la méthode de calcul de l'ILC ; L'indice du chiffre d'affaires dans le commerce de détail (ICAVaCD), qui était jusqu'à présent une composante de l'indice, n'entre plus dans la formule de calcul,.
L'ILC, dont la base 100 correspond au 1er trimestre 2008, est désormais composé de 2 indices pondérés :
- l'indice des prix à la consommation ((IPCL) : 75 %) ;
- l'indice du coût de la construction (ICC) : 25 %).

##### Indice ILAT
L'indice des loyers des activités tertiaires (ILAT), instauré en 2011, peut s'appliquer au bail qui concerne :
- les activités libérales et tertiaires (cabinets médicaux ou d'architecte, par exemple) ;
- la location de bureaux (pour des activités ni commerciales, ni artisanales) ;
- les entrepôts logistiques ;
- ainsi que pour les activités industrielles exercées par les entreprises de manufacture, de commission, de transport par terre ou par eau.

L'ILAT, dont la base 100 correspond au 1er trimestre 2010, est composé de 3 indices pondérés :
- l'indice des prix à la consommation (pour 50 %) ;
- l'indice du coût de la construction (pour 25 %) ;
- l'évolution du produit intérieur brut en valeur (pour 25 %).

#### Révision triennale
La demande de révision, qui peut être formée par acte extrajudiciaire ou par lettre recommandée avec demande d'avis de réception, doit, à peine de nullité, préciser le montant du loyer demandé ou offert.
La demande en révision ne peut être formée que trois ans au moins après la date d'entrée en jouissance du locataire ou après le point de départ du bail renouvelé. Puis, de nouvelles demandes pourront être formées tous les trois ans à compter du jour où le nouveau prix du loyer est applicable, étant précisé que la demande n'a pas d'effet rétroactif.
A titre d'exemples
- Aucune demande de révision ne peut être formée lorsque l'expiration de la période de trois ans tombe l'année où le bail est renouvelé puisque dans ce cas, le prix du bail est fixé à la valeur locative de renouvellement[Jurisprudences 4] ;
- La demande de révision triennale du loyer doit été formée par acte extrajudiciaire ou par lettre recommandée[Jurisprudences 5].

### Loyer binaire ou clause recettes
Il s’agit en quelque sorte d’un intéressement du bailleur à la performance commerciale de son preneur tout en le protégeant des risques inhérents à une exploitation déficitaire ou à la suite d'une procédure collective. Les loyers commerciaux binaires ou clause-recettes qui se trouvent surtout dans les centres commerciaux et les locaux situés dans des lieux d’excellence, sont composés :
- d’un loyer minimum fixe : garanti, souvent indexé
- et d’un loyer variable additionnel calculé sur la base du chiffre d’affaires du preneur.

La jurisprudence dite du Théâtre Saint-Georges a considéré que lesdits loyers échappaient aux règles de fixation judiciaire du loyer de renouvellement. Le principe étant, de respecter le contrat et la volonté des parties, qui ont entendu déroger au mécanisme de fixation à la valeur locative prévue par le code de commerce. En conséquence, le loyer de base ne peut alors jamais varier sauf par le jeu de l’indice.
Pour pallier cette difficulté, il convient d'intégrer dans le bail une clause qui prévoit que le loyer minimum sera, lors du renouvellement, fixé à la valeur locative par le juge des loyers.
Ainsi, la stipulation selon laquelle le loyer d’un bail commercial est calculé sur la base du chiffre d’affaires du preneur, sans pouvoir être inférieur à un minimum équivalent à la valeur locative des lieux loués, n’interdit pas, lorsque le contrat le prévoit, de recourir au juge des loyers commerciaux pour évaluer, lors du renouvellement, la valeur locative déterminant le minimum garanti.

### Loyer à paliers
Lors de l'entrée dans les lieux loués, et en considération de la prise en charge par le preneur de travaux qui relèveraient normalement des obligations du bailleur, le loyer fixé varie sur la durée du bail, par paliers.

## Obligation de payer les charges
Le bail peut transférer toutes les charges sur le preneur sauf celles prévues par l'article R145-35 du code de commerce.
Sont exclues :
A titre d'exemples
- Les dépenses relatives aux grosses réparations mentionnées à l'article 606 du code civil ainsi que, le cas échéant, les honoraires liés à la réalisation de ces travaux ;
- Les dépenses relatives aux travaux ayant pour objet de remédier à la vétusté ou de mettre en conformité avec la réglementation le bien loué ou l'immeuble dans lequel il se trouve, dès lors qu'ils relèvent des grosses réparations mentionnées à l'alinéa précédent ;

## Obligation de payer les taxes

### Taxe sur la Valeur ajoutée
Le code des impôts pose le principe de l'exonération des locations de locaux nus, laquelle est indépendante de la qualité du locataire. Cette exonération s'applique aux locaux à usage commercial, industriel ou professionnel, dès lors que ces locaux sont loués nus et non aménagés, et quel que soit le statut juridique du bailleur (personne physique, société civile ou société commerciale). L'effet direct de ladite exonération étant l'impossibilité de déduire la TVA ayant grevé l'acquisition ou la construction de l'immeuble par le bailleur, ainsi que de la TVA grevant les charges de l'immeuble.
Le bailleur, afin de bénéficier desdits avantages fiscaux, peut opter pour le régime de la TVA ce qui lui permettra, dans les conditions de droit commun, de déduire de la taxe dont il est redevable celle qui grève ses investissements et frais généraux. L'option pourra être exercée avant même l'achèvement de l'immeuble et même dès le projet de réalisation de la construction, lors de la conclusion de la promesse ou de la constitution d'une société qui aura vocation à donner à bail un immeuble.
Ladite option doit toutefois porter sur l'ensemble des locaux loués et seulement ceux utilisés pour l'activité professionnelle ; dans l'hypothèse de locaux mixtes, il conviendra de pratiquer une ventilation dans le bail par une clause idoine. Enfin, l'option peut être dénoncée à partir du 1er janvier de la neuvième année civile qui suit celle au cours de laquelle elle a été exercée.

### Taxe d'enlèvement des ordures ménagères
Par application de l'article 1520 du code général des impôts, la taxe d'enlèvement des ordures ménagères est une taxe additionnelle à la taxe foncière, et non l'une de ses composantes.
A titre d'exemples
- Elle ne peut être récupérée par le bailleur et imputée sur le preneur qu' à la condition[note 15] d'une clause expresse et spécifique dans le corps du bail[Jurisprudences 8] ;
- La taxe d'enlèvement des ordures ménagères est distincte de la taxe foncière et ne peut être mise à la charge du preneur que si le bail le stipule expressément[Jurisprudences 9].

## Obligation de respecter l’usage des lieux
Le preneur ne doit pas commettre un abus dans la jouissance de la chose louée.
A titre d'exemples
- il ne doit pas encombrer les lieux ou les parties communes de l’immeuble[Jurisprudences 10] ;
- il ne doit pas injurier le bailleur :  les injures écrites réitérées, adressées à l'occasion de litiges locatifs constituent, à elles seules, un manquement à l'obligation de jouissance paisible[Jurisprudences 11].

## Obligation de respecter les clauses relatives aux travaux et aux mutations du bail
Cette obligation vise donc les hypothèses de réglementation de cession de droit au bail et de fonds de commerce.

### Clause d'interdiction absolue
La clause d’interdiction absolue ne peut être outrepassée et il n’appartient pas au juge d’autoriser là où le bail prohibe.

### Clause de réglementation
Pour les clauses de réglementation ou d’agrément, le pouvoir souverain du juge reprend toute sa raison qui contrôlera l’abus de droit du bailleur.
Bien évidemment la limite est celle de l'adage : interpretatio cessat in claris ; en effet, il ne convient pas de qualifier un mode d’interprétation consistant à s’en tenir au libellé même du texte, sans se préoccuper d’en pénétrer l’esprit. Il en ressort que les expressions claires ne souffrent point d’interprétation pour en faire connaître le sens, puisque leur clarté le rend évident.

### Clause de garantie solidaire
Cette clause, prévue au bénéfice du bailleur, peut avoir deux aspects :
- Clause de garantie solidaire classique : elle oblige le locataire cédant d’un fonds de commerce ou d’un droit au bail commercial à garantir le cessionnaire du paiement des dettes locatives ; cette garantie est limitée puisqu'elle ne peut être invoquée que durant trois ans à compter de la cession du bail en application de l'article L145-16-2 du code de commerce et qu'elle est neutralisée par la sanction du « réputé non écrit » en cas de sauvegarde judiciaire du cédant (article L.622-15 du code de commerce, redressement (articles L 631-14 et L 622-15 du code de commerce) ou liquidation (article L 614-12 al 5 du code de commerce).

- Clause de garantie solidaire classique inversée ou ascendante[note 18] : elle oblige le cessionnaire, à payer les dettes locatives contractées par le cédant avant la cession du fonds de commerce ou du bail. Cette clause ne fait l'objet d'aucune limite, exception faite dans le cadre de l'acquisition d’une entreprise en difficulté, puisque le projet de la Loi PACTE (plan d’action pour la croissance et la transformation des entreprises), définitivement adopté par l’Assemblée le 11 avril 2019, a prévu un article 19 ainsi rédigé : « I. – Le troisième alinéa de l’article L. 642-7 du code de commerce est ainsi complété : « Par dérogation, toute clause imposant au cessionnaire d’un bail des dispositions solidaires avec le cédant est réputée non écrite. » II. – Les dispositions du I du présent article ne sont pas applicables aux procédures en cours au jour de la publication de la présente loi. »

## Obligation de libérer et de remettre en l'état les lieux à l’expiration du bail

### Remise en état des lieux
A titre d'exemples
- l'obligation de remise en état[note 19] d'une installation classée pèse sur l'exploitant[note 20] de l'installation[Jurisprudences 12],[Jurisprudences 13]
- la bailleresse qui accepte de modifier la destination de son immeuble initialement à usage d'habitation en le donnant à bail pour un usage professionnel alors que cette nouvelle destination a nécessité d'importants travaux de mise en conformité que la locataire a pris en charge avec l'accord exprès de la bailleresse n'est pas fondée à exiger la remise des lieux en leur état d'origine[Jurisprudences 14].

### Libération des lieux
Faute de restituer les lieux à l'échéance, le preneur devra une indemnité d’occupation.
A titre d'exemples
- le preneur est tenu de payer les loyers jusqu'au terme du bail sans que le bailleur n'ait à justifier d'un préjudice[Jurisprudences 15] ;
- seule la remise des clefs au bailleur, ou son refus de les recevoir, peut entrainer la libération des lieux[Jurisprudences 16]. La preuve de cette remise, ou de ce refus, incombe au preneur.

## Obligation de payer une indemnité d'occupation
L'indemnité d'occupation vise toujours à remplacer le loyer mais les situations différent et font l'objet d'une qualification particulière. Le droit au maintien dans les lieux s’exerce aux conditions et clauses du bail expiré, de sorte que le preneur reste tenu de régler le loyer transformé en indemnité d’occupation sans que le bailleur soit tenu d’en faire la demande.

### Indemnité d'occupation attachée à l'indemnité d'éviction
Par application de l'article L145-28 du code de commerce, l'indemnité d'occupation, qui est distincte du loyer auquel elle se substitue de plein droit dès la résiliation du bail jusqu'au paiement de l'indemnité d'éviction, doit, à défaut de convention contraire, correspondre à la valeur locative des lieux,.

### Indemnité d'occupation liée la résiliation du bail
L'évaluation de cette indemnité se détermine en fonction du préjudice subi et non de la valeur locative.

## Obligations fiscales

### Taxe foncière
Il est d'usage de transférer cette charge, qui incombe par nature au bailleur, sur le preneur ; toutefois, afin d'éviter le risque de requalification par le magistrat, la clause de transfert devra être claire et précise en application de la maxime juridique : interpretatio cessat in claris.

### Cotisation foncière et déclaration relative au loyer versé
La cotisation foncière est à la charge du preneur mais le bailleur devient solidaire de son paiement, en application de l'article 1687 code général des impôts, s'il ne déclare pas le départ de son locataire au trésor public.
Les entreprises ont l'obligation de déclarer chaque année le montant des loyers qu'elles versent pour les locaux dont elles sont locataires au 1er janvier de l'année de la déclaration en application de l'article 1498 bis du code général des impôts : « Les contribuables soumis aux obligations déclaratives mentionnées aux articles 53 A, 96,96 A, 223 et 302 septies A bis sont tenus de faire figurer sur les déclarations mentionnées aux mêmes articles les informations relatives à chacun des locaux mentionnés à l'article 1498 dont ils sont locataires au 1er janvier de l'année de dépôt de la déclaration. La liste des informations demandées est fixée par arrêté des ministres chargés de l'économie et du budget. »
Sont concernées par l’obligation déclarative Decloyer toutes les entreprises soumises à l’impôt sur les sociétés ou l’impôt sur le revenu (BIC/BNC) selon un régime réel d’imposition, locataires de leurs locaux commerciaux ou professionnels au 1er janvier et pour lesquels elles sont passibles de la CFE (cotisation foncière) à la même date.
Cette obligation vise à permettre à l'administration de recueillir les données statistiques nécessaires à la mise à jour annuelle des valeurs locatives révisées des locaux commerciaux et professionnels.